# Aoulouz

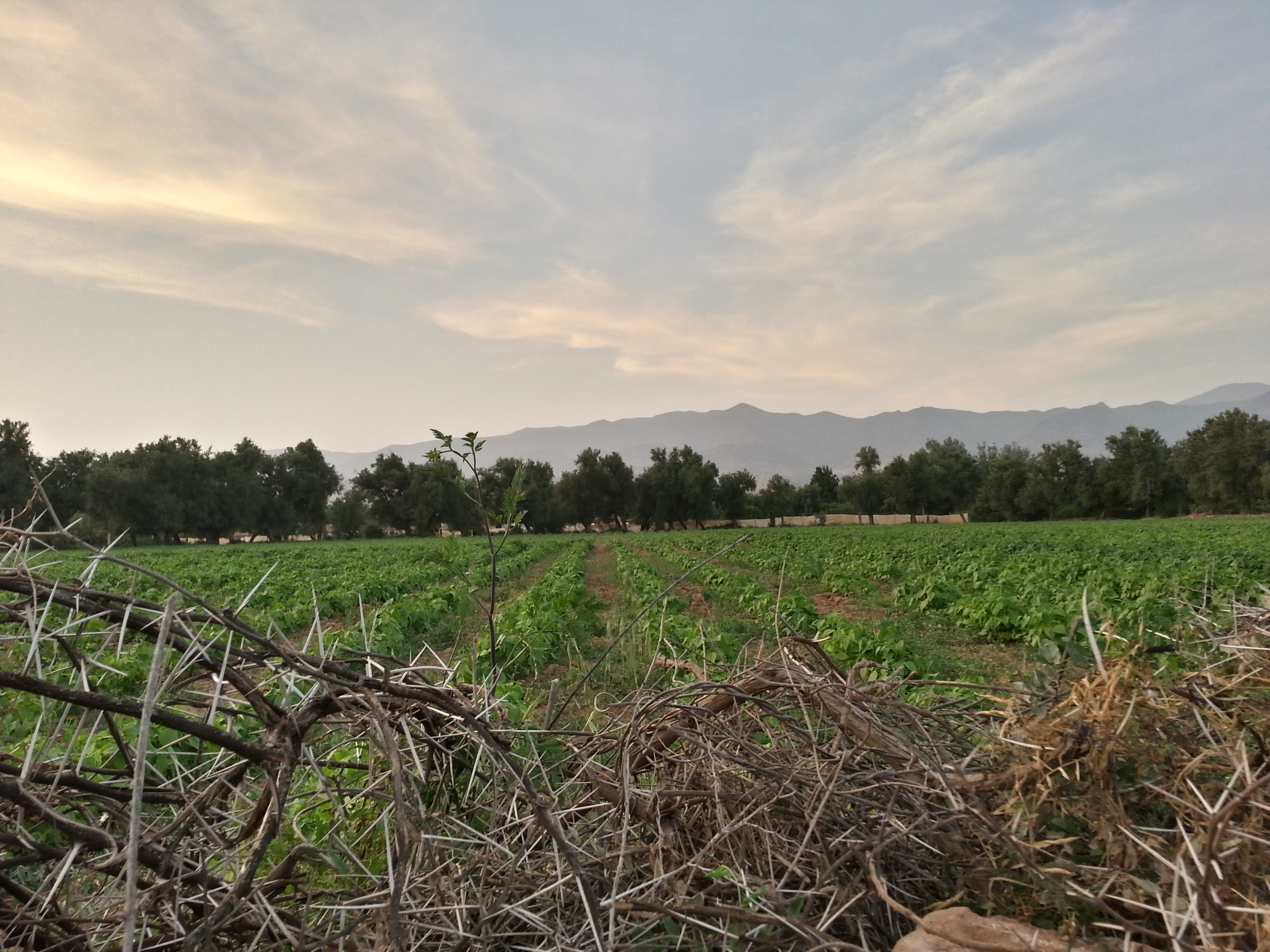
Feld bei Aoulouz

Aoulouz (arabisch أولوز, Taschelhit ⴰⵡⵍⵓⵥ) ist eine hauptsächlich von Berbern bewohnte Oasenstadt mit etwa 22.000 Einwohnern am Nordrand des Antiatlas-Gebirges bzw. am Westrand des Jbel-Sirwa-Bergstocks in der marokkanischen Provinz Taroudannt in der Region Souss-Massa.

## Lage und Klima
Die Oasenstadt Aoulouz liegt ca. 1 km südlich des Oued Souss (hier noch Assif Tifnout genannt) in ca. 670 m Höhe etwa 76 km (Fahrtstrecke) nordöstlich von Taroudannt. Das Klima ist zumeist trocken und warm; der seltene Regen (ca. 280 mm/Jahr) fällt nahezu ausschließlich in den Wintermonaten.

## Bevölkerung
| Jahr      | 1994   | 2004   | 2014   | 2024   |
| Einwohner | 15.383 | 18.518 | 17.409 | 21.502 |

Die Bevölkerung des Ortes und der Landgemeinde besteht im Wesentlichen aus Berbern; man spricht Berberdialekte und Marokkanisches Arabisch.

## Wirtschaft
Wurde früher hauptsächlich in nomadischer oder halbnomadischer Lebensweise Viehzucht betrieben, so spielt heute die Landwirtschaft auf bewässerten Feldern die größte Rolle im Leben der Gemeinde.

## Geschichte
Die meisten Orte in der Region haben eine über Jahrhunderte zurückreichende Geschichte, die jedoch nicht schriftlich dokumentiert ist.

## Sehenswürdigkeiten
Die ursprünglichen, aus Felsgestein und Lehm erbauten, eingeschossigen Häuser mit ihren Dächern aus krummen Arganholzästen mit einer Auflage aus Stroh und Schilf und einer Abdeckung aus Erde sind seit den 1960er Jahren sukzessive allesamt aufgegeben und durch neue – meist in erdfarbenen Farbtönen gestrichene – Häuser mit Wänden aus Hohlblocksteinen und einem Fundament und Decken aus Beton ersetzt worden. Von den alten Wohnbauten ist so gut wie nichts mehr erhalten.